# Фумич, Владо
Владимир (Владо) Фумич (хорв. Vlado Fumić; род. 5 апреля 1956, Загреб) — югославский велогонщик, выступавший на треке и шоссе. Участник летних Олимпийских игр 1976 года.

## Биография
Владо Фумич родился 5 апреля 1956 года в югославском городе Загреб (сейчас в Хорватии).
C 1970 года занимался велоспортом в загребском «Локомотиве», в 1974 году перешёл в «Загреб». В 1979—1981 годах выступал за «Риеку». Завершил выступления в 1984 году в составе «Локомотива». 15 раз становился чемпионом Югославии, первый раз в 1972 году.
В 1976 году вошёл в состав сборной Югославии на летних Олимпийских играх в Монреале. В индивидуальном спринте в 1/16 финала проиграл Хансу-Юргену Гешке из ГДР, а в заезде надежды занял 2-е место, уступив Шаку Питерсу из Нидерландов. В гите на 1000 метров занял 24-е место, показав результат 1 минута 13,037 секунды и уступив 7,110 секунды завоевавшему золото Клаусу-Юргену Грюнке из ГДР.
С 1984 года владеет магазином велосипедов в Загребе, где также работает пункт проката и организуют велотуры.

## Семья
Сын — Ладо Фумич (род. 1976), немецкий велогонщик, выступающий в маунтинбайке. Участник летних Олимпийских игр 2000 и 2004 годов.
Сын — Мануэль Фумич (род. 1982), немецкий велогонщик, выступающий в маунтинбайке. Участник летних Олимпийских игр 2004, 2008, 2012, 2016 и 2020 годов.